# اووه استوور
اووه استوور (انگلیسی: Uwe Stöver؛ زادهٔ ۸ فوریهٔ ۱۹۶۷) بازیکن فوتبال اهل آلمان است.
از باشگاه‌هایی که در آن بازی کرده‌است می‌توان به باشگاه فوتبال بایر ۰۴ لورکوزن، باشگاه فوتبال بوخوم، و باشگاه فوتبال ماینتس ۰۵ اشاره کرد.